# Cantonul Fontaine-lès-Dijon
Cantonul Fontaine-lès-Dijon este un canton din arondismentul Dijon, departamentul Côte-d'Or, regiunea Burgundia, Franța.

## Comune
| Comune               | Populație (1999) | Cod poștal | Cod INSEE |
| -------------------- | ---------------- | ---------- | --------- |
| Ahuy                 | 1 356            | 21121      | 21003     |
| Asnières-lès-Dijon   | 798              | 21380      | 21027     |
| Bellefond            | 724              | 21490      | 21059     |
| Daix                 | 1 479            | 21121      | 21223     |
| Darois               | 352              | 21121      | 21227     |
| Étaules              | 262              | 21121      | 21255     |
| Fontaine-lès-Dijon   | 8 878            | 21121      | 21278     |
| Hauteville-lès-Dijon | 1 023            | 21121      | 21315     |
| Messigny-et-Vantoux  | 1 254            | 21380      | 21408     |
| Norges-la-Ville      | 839              | 21490      | 21462     |
| Plombières-lès-Dijon | 2 491            | 21370      | 21485     |
| Savigny-le-Sec       | 780              | 21380      | 21591     |
| Talant               | 12 176           | 21240      | 21617     |